# Conjunto denso em lugar nenhum
Em topologia, um subconjunto {\displaystyle S} de um espaço topológico {\displaystyle X} é dito denso em lugar nenhum (ou ainda, nunca denso) se o interior do fecho de {\displaystyle S} é vazio. Em símbolos, se {\displaystyle (X,\tau )\,} é um espaço topológico, um conjunto {\displaystyle S\subset X\,} é dito denso em lugar nenhum se:
{\displaystyle {\text{int}}\left({\overline {S}}\right)=\emptyset }
Note que a ordem das operações é importante. Por exemplo, o conjunto dos números racionais, é um subconjunto de {\displaystyle \mathbb {R} } para o qual o fecho do interior é vazio, mas nem por isso os números racionais formam um conjunto denso em lugar nenhum. De fato, ele é um conjunto denso em {\displaystyle \mathbb {R} }, e está é justamente a noção oposta.

## Exemplos
Os números inteiros formam um subconjunto da reta real {\displaystyle \mathbb {R} } que é denso em lugar nenhum.

## Propriedades
- A interseção de conjuntos nunca densos é um conjunto nunca denso.